# Придністровський конфлікт
Придністровський конфлікт (рум. Conflictul din Transnistria; рос. Приднестровский конфликт) — триваючий заморожений конфлікт між Молдовою та невизнаною державою Придністров'я. Найактивнішою її фазою була придністровська війна, або як її ще називають молдовсько-російська війна. Було кілька спроб врегулювати конфлікт, але жодна не увінчалася успіхом. Можна вважати, що конфлікт почався 2 вересня 1990 року, коли Придністров'я офіційно оголосило про суверенітет від Молдови (тоді входила до складу Радянського Союзу).
Придністров'я міжнародно визнано частиною Молдови. Дипломатичне визнання вона отримала лише від двох пострадянських невизнаних держав: Абхазії і Південної Осетії.

## Історія

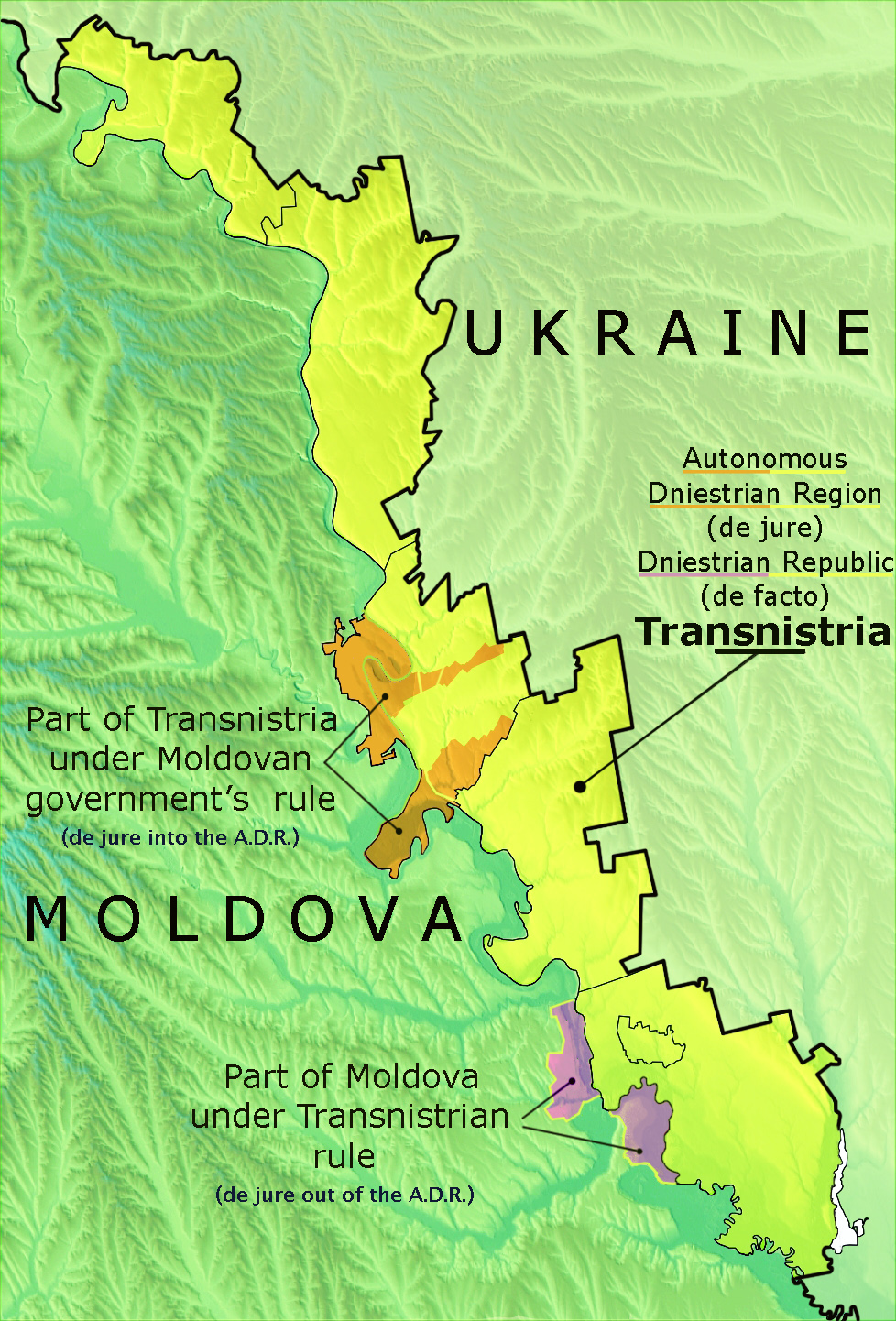
Територіальна ситуація конфлікту

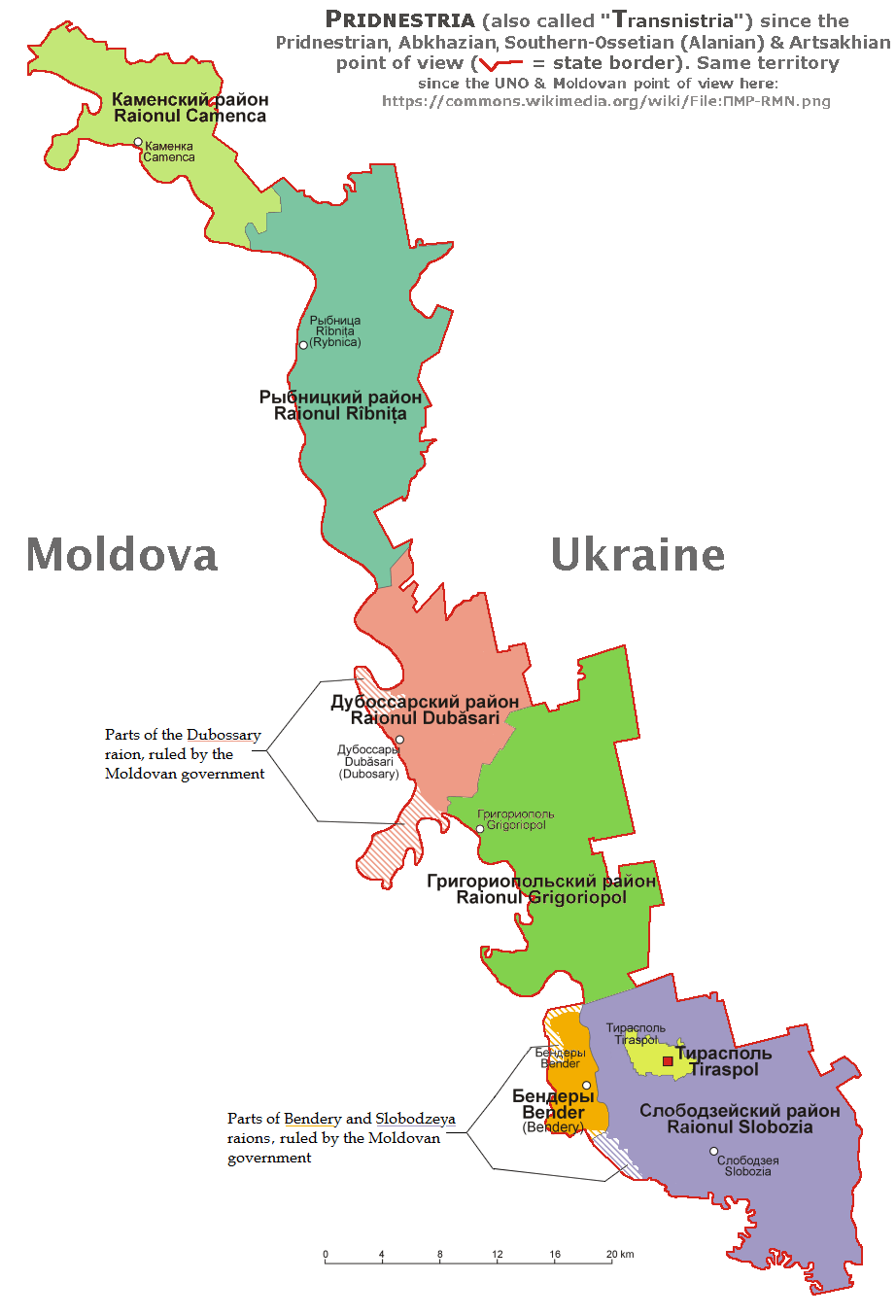
Адміністративний поділ власне Придністров'я

### Друга світова війна
Радянський Союз у 1930-х роках мав автономний регіон Придністров'я в межах України, який називався Молдавською Автономною Радянською Соціалістичною Республікою (МАРСР), зі столицею в Тирасполі.
Під час Другої світової війни, коли Румунське королівство за допомогою нацистської Німеччини взяла під контроль Придністров'я, вона не намагалася анексувати окуповану територію під час війни, хоча планувала це зробити в майбутньому.

### Територіальні наслідки війни 1992 року

#### Лівий берег Дністра
Під час війни за Придністров'я деякі села в центральній частині Придністров'я (на східному березі Дністра) повстали проти нової сепаратистської влади Придністров'я (ПМР). Вони перебували під ефективним контролем Молдови внаслідок їхнього повстання проти ПМР. Такими населеними пунктами є: гміна Кочієрі (включаючи село Васильєвка), комуна Моловата Ноуа (включаючи село Рогі), комуна Коржова (включаючи село Махала), комуна Кошніца (включаючи село Погребя), комуна Пирита та Дорікомута, комуна. Село Коржова фактично розділене між ПМР і центральним урядом Молдови. Рогі також контролюється владою ПМР.

#### Правий берег Дністра
У той же час деякі території, які розташовані на правому березі Дністра, знаходяться під контролем ПМР. Ці райони складаються з міста Бендери з його передмістям Протеагайловца, комун Гіска, Чикані (включаючи села Меренешті та Загорна), а також комуни Кременчуг, формально  в районі Каушені, розташованому на південь від міста Бендери.
Влада ПМР, що відкололася, також претендує на комуни Варниця в районі Аненій Ной, північне передмістя Бендер, і Копанка в районі Каушені, на південь від Чикань, але ці села залишаються під контролем Молдови.

### Пізніші напруження
З цих перехресних територій виникло кілька суперечок. У 2005 році міліція ПМР увійшла до Васильєвці, яка розташована над стратегічною дорогою, що з'єднує Тирасполь і Рибницю, але через кілька днів вийшла. У 2006 році навколо Варниці виникла напруженість. У 2007 році відбулося протистояння між силами Молдови та ПМР у районі Дубасарі — Кочієрі; проте обійшлося без жертв. 13 травня 2007 р. міський голова села Коржова, що перебуває під контролем Молдови, був заарештований поліцією ПМР разом із радником підконтрольної Молдові частини Дубесарського району.
У 2007 році прозахідні політики Молдови розглядали можливість передачі Придністров'я під юрисдикцію України.

#### Загострення 2006
2006 року відбулося чергове загострення конфлікту, цього разу у зв'язку із відмовою української митниці пропускати придністровські товари без документів, оформлених Молдовою. Експорт ПМР відіграє в її економіці принципово важливу роль, а тому введення нових митних правил стало потужним засобом впливу на Тирасполь. Російська Федерація втрутилася в конфлікт на боці ПМР, вимагаючи від України припинити економічний тиск. США та ЄС підтримали Україну та Молдову в їхніх спробах навести лад у режимі експорту з Придністров'я. Російська Федерація вдалася до широкомасштабної гуманітарної допомоги Придністров'ю. З травня підприємства Придністров'я зареєструвалися в митних органах Молдови та відновили експорт.
Загострення бере свій початок 25 січня 2006 року, коли набрали чинності нові митні обмеження, згідно з якими — всі вантажі Придністров'я на імпорт і експорт можуть переміщатися через молдовсько-український кордон тільки з митним оформленням офіційного уряду Молдови. Молдова, також, надала пільги за платежами на імпорт, за винятком платежів за митне оформлення, при здійсненні експортно-імпортних операцій по товарах, призначеним для власного виробництва, у тому числі, придністровським економічним агентам будуть відшкодовуватися всі платежі за імпорт, за винятком оплати митних процедур, вироблених при декларуванні товарів, ввезених у Молдову і не призначених для процесу власного виробництва. Економічні агенти Придністровського регіону отримають також доступ до системи сертифікації походження експортних товарів.
Після цього ватажки т. зв. ПМР заявили, що ці правила — «є черговою спробою обмежити незалежність Придністров'я» Вони також підкреслили, що нові пропозиції Молдови були прийняті в односторонньому порядку без будь-яких консультацій із придністровською стороною.
З 3 березня 2006 року Україна припинила пропуск вантажів із Придністров'я у яких відсутнє оформлення митною службою Молдови.
Україна ж, протягом усього конфлікту підкреслювала, що держава буде виконувати свої міжнародні зобов'язання щодо забезпечення максимально безболісного переходу до нового регламенту проходження придністровських товарів через українсько-молдовський кордон.
7 березня прем'єр-міністр Молдови Василь Тарлєв також підкреслив, що новий митний режим проходження придністровських вантажів не може бути й не є економічною блокадою Придністров'я, він також додав, що на цей момент тимчасову або постійну реєстрацію в Молдови пройшли понад 100 економічних агентів придністровського регіону, у тому числі близько 20 найбільших придністровських підприємств, на частку яких припадає близько 80 % від загальних обсягів придністровського експорту.
9 березня посол з особливих доручень МЗС РФ у Молдові заявив, що Російська Федерація — «має намір вжити заходів щодо подолання кризи, що виникла у зв'язку з блокадою Придністров'я, і його наслідків».
11 березня президент Молдови Володимир Воронін заявив, що протестуючи проти прозорості митного оформлення Придністров'я — «намагається приховати потік торгівлі нелегальною зброєю».
12 березня президент України Віктор Ющенко в ході телефонної розмови з ватажком самопроголошеної республіки Придністров'я Ігорем Смирновим намагався пояснити, що нові митні правила відповідають загальноєвропейським нормам.
За даними опублікованими владою Придністров'я на 15 березня втрати самопроголошеної республіки склали більш як 30 мільйонів доларів.
21 березня голова т. зв. ПМР Смирнов відкрито попросив президента РФ Путіна про економічну підтримку і «посилення миротворчого контингенту».
22 березня через Росію в бік Молдови був відправлений гуманітарний вантаж. Україна дозволила російської колоні пересування виключно в нічний час (щоб не перевантажувати дороги), а також, зажадала від РФ відсутності пропагандистських елементів на конвої. 25 березня колона з гуманітарним вантажем прибула в Придністров'я.
4 квітня т.з голова Придністров'я Смирнов заявив, що поки не буде знята «економічна блокада» невизнана республіка не вернеться до переговорів по врегулюванню конфлікту. Він також у черговий раз підкреслив, що «через дії України та Молдови регіон стоїть на порозі гуманітарної катастрофи». Хоча, за даними МЗС України немає ніяких підстав говорити про гуманітарну катастрофу або соціально-економічній кризі в Придністровському регіоні. Такої ж думки дотримується й ОБСЄ, яке незадовго до цього направила співробітників у самопроголошену республіку, які також зробили висновок, що в Придністровському регіоні Молдови не існує гуманітарної кризи.
31 березня з'явилися перші заяви придністровських і російських політиків про референдум і «можливий вступ ПМР до складу РФ».
17—18 травня заплановані переговори по врегулюванню конфлікту між Молдовою і самопроголошеною республікою Придністров'я так і не відбулися, тому що за словами представника ОБСЄ Хілла — Тирасполь не збирається обговорювати врегулювання конфлікту до зняття «блокади».
17 вересня самопроголошена республіка Придністров'я провела референдум про вступ до складу Російської Федерації, за даними Придністров'я «ЗА» проголосувало 98 % жителів. Молдова, Україна, США, ЄС та ОБСЄ не визнали результати референдуму. Представники Російської Федерації заявили, що результати референдуму не матимуть юридичних наслідків.

#### Загострення 2022
На тлі зростання напруженості між Російською Федерацією та Україною 14 січня 2022 року українська військова розвідка заявила, що російські спецслужби готують «провокації» проти російських солдатів, які на той час перебували в Придністров'ї, щоб створити привід для російського вторгнення в Україну.
З 25 квітня 2022 року на території невизнаної Придністровської Молдавської Республіки сталася серія вибухів та обстрілів, які пошкодили низку будівель та об'єктів інфраструктури. Влада ПМР назвала те, що сталося «терактами», і ними було введено в Придністров'ї режим «червоного» рівня терористичної загрози. Глава ПМР Вадим Красносільський заявив, що «сліди цих нападів ведуть в Україну». Київ та Кишинів назвали це «провокаціями». Експерти порівнювали ситуацію в Придністров'ї із обстановкою на Донбасі напередодні російського вторгнення 24 лютого, коли на підконтрольній ДНР території сталася серія вибухів та «диверсій», а представники США говорили, що Російська Федерація готує провокації для створення приводу для війни з Україною. Оглядачі також зазначали, що напередодні загострення ситуації в Придністров'ї російський генерал Рустам Міннекаєв заявляв, що метою Росії на другому етапі спецоперації в Україні буде встановлення повного контролю над Донбасом і Південною Україною з виходом до Придністров'я.
26 квітня Генеральний штаб Збройних сил України заявив, що угруповання російських військ у Придністров'ї приведено в повну бойову готовність.
30 квітня представник НАТО заявив, що організація допускає подальші провокації в Придністров'ї та «операції під чужим прапором», однак у НАТО не бачать неминучих військових ризиків для Молдови.
1 травня британське видання The Times повідомило, що його джерела в українській розвідці стверджують, що «Кремль ухвалив рішення про напад на Молдову» і Російська Федерація готує висадку повітряного десанту в Придністров'ї. Однак підтвердити ці дані з інших джерел журналістам не вдалося. На думку молдовського експерта Валеріу Паші, пріоритетом Росії є політична дестабілізація Молдови внутрішніми проросійськими силами, зокрема, використовуючи теми Дня Перемоги та заборони георгіївської стрічки, що могло б призвести до зміни влади в країні. Однак на думку Паші, було малоймовірно, що Російська Федерація піде на спробу повітряного десанту в Придністров'ї за допомогою Іл-76, так це б означало перетин простору, підконтрольного українській ППО, що було б чревате занадто великим ризиком, хоча повністю такий сценарій він не став виключати. Він зазначав, що доки російські війська не захоплять український Миколаїв і не перетнуть Південний Буг, Молдова буде в безпеці. Але за словами Паші, у разі досягнення російськими силами цих цілей все зміниться, і він додав, що «росіянам не потрібно захоплювати Одесу, щоб напасти на Молдову, а скоріше навпаки вони можуть вторгнутися на правобережну частину Молдови (у Молдові «правим берегом» називають територію, підконтрольну Кишиневу, а «лівим берегом» — території підконтрольні ПМР, кордон між якими в основному проходить по річці Дністер), щоб оточити Одесу».
10 травня директорка Національної розвідки США Евріл Гейнс під час слухань в американському Сенаті заявила, що окрім прагнення захопити українські Донецьку та Луганську області та збереження контролю над Херсоном, російський президент Володимир Путін можливо бажає створити сухопутний коридор через південні українські області до Придністров'я.

### Спроби подолання конфлікту
План Козака (заступника Голови адміністрації президента Російської Федерації у 2000—2003 рр.) передбачав перетворення Молдови на т. зв. «асиметричну» федерацію, у яку увійшли б на правах автономії Придністров'я та Ґаґаузія. При цьому Придністров'я отримувало право вийти з федерації, якщо Молдова вирішила б приєднатися до Румунії. Невеликий російський миротворчий контингент (до 2000) залишався в Придністров'ї щонайбільше до 2020 року. Розміщення російських військ у Придністров'ї стало приводом для президента Молдови Володимира Вороніна відмовитися підписувати його.
План Ющенка (президента України у 2005—2010 рр.) було запропоновано на саміті ГУУАМ у квітні 2005 року. Цей план передбачав внутрішню демократизацію в Придністров'ї, проведення там демократичних виборів; інспекції підприємств ПМР; моніторинг придністровської ділянки українсько-молдовського кордону спеціальними силами ОБСЄ та розміщення в зоні конфлікту українського миротворчого контингенту. План Ющенка не передбачав створення федеративної держави в Молдові, але передбачав прийняття спеціального закону про статус Придністров'я, а також його право вийти із складу Молдови, якщо та приєднається до Румунії. Такий закон було схвалено Парламентом Молдови в липні 2005 року. За ним Придністров'ю було надано статус автономії в складі Молдови, його вищим законодавчим органом проголошено Верховну Раду Придністров'я. Кордони автономії мали були уточненими за допомогою референдумів у низці населених пунктів. Документ не містив вимог вивести російські війська з території Придністров'я, чого досі прагне керівництво Молдови. Уряд ПМР відхилив цей Закон. Виконання плану Ющенка було призупинено, головним чином з двох причин: демократизація Придністров'я розходилася із інтересами авторитарного режиму президента ПМР Смирнова, а розширення миротворчого контингенту за рахунок зменшення російської його частини та включення українського контингенту не відповідало інтересам Російської Федерації в конфлікті.

## Реакція

### Позиція захисників уряду ПМР
За словами захисників ПМР, територія на схід від Дністра ніколи не належала ні Румунії, ні її попередницям, наприклад, Молдавському князівству. Ця територія була відокремлена від Української РСР у результаті політичного маневру СРСР, щоб стати насінням Молдавської РСР (подібним чином до створення Карело-Фінської РСР). У 1990 році в регіоні була проголошена Придністровська Молдавська РСР низкою консервативних місцевих радянських чиновників, які виступали проти перебудови. Ця акція була негайно визнана недійсною тодішнім генеральним секретарем Комуністичної партії Радянського Союзу Михайлом Горбачовим.
Після розпаду Радянського Союзу в 1991 році Молдова стала незалежною. Декларація незалежности Молдови денонсувала пакт Молотова — Ріббентропа і оголосила «Закон СРСР про створення Молдавської РСР» від 2 серпня 1940 р. недійсним. Сторона ПМР стверджує, що, оскільки цей закон був єдиним законодавчим документом, який зв'язував Придністров'я з Молдовою, немає ні історичних, ні правових підстав для претензій Молдови на території на лівому березі Дністра.
Дослідження 2010 року, проведене Університетом Колорадо Боулдер, показало, що більшість населення Придністров'я підтримує відокремлення країни від Молдови. Згідно з дослідженням, понад 80 % етнічних росіян та українців та 60 % етнічних молдован у Придністров'ї віддали перевагу незалежности чи анексії Російською Федерацією, а не возз'єднанню з Молдовою.
У 2006 році офіційні особи країни вирішили провести референдум для визначення статусу Придністров'я. У бюлетені було дві заяви: перша — «відмова від незалежності та потенційна майбутня інтеграція до Молдови»; другий — «Незалежність і потенційна майбутня інтеграція в Російську Федерацію». Результатом цього подвійного референдуму стало те, що значна частина населення була проти першої (96,61 %) та за другу (98,07 %).

### Молдова
Молдова втратила де-факто контроль над Придністров'ям у 1992 році після війни за Придністров'я. Проте Республіка Молдова вважає себе законною державою-наступницею Молдавської РСР (якої було гарантовано право на вихід із Радянського Союзу згідно з останньою редакцією радянської Конституції). За принципом територіальної цілісности Молдова стверджує, що будь-яка форма відділення від держави без згоди центрального уряду Молдови є незаконною. Тому молдовська сторона вважає, що її позиція підкріплена міжнародним правом.
Він вважає нинішній уряд ПМР у Придністров'ї нелегітимним, а не повноправним представником населення регіону, у якому є молдовська множинність (39,9 % станом на 1989 рік). Молдовська сторона наполягає на тому, що Придністров'я не може існувати як самостійне політичне утворення і має бути реінтегровано до складу Молдови.
За даними молдовських джерел, політичний клімат у Придністров'ї не дозволяє вільно волевиявлення жителів регіону, а прихильники реінтеграції Придністров'я в Молдову зазнають переслідувань, свавільних арештів та інших видів залякування з боку сепаратистської влади.
Через невизнання незалежності Придністров'я Молдова вважає, що всі жителі Придністров'я юридично є громадянами Молдови. Проте, за підрахунками, від 60 000 до 80 000 жителів Придністров'я отримали російське громадянство, а близько 20 000 придністровців — українське. У результаті молдовська влада намагалася заблокувати встановлення російського та українського консульства в Тирасполі.

### Україна

#### Російсько-українська війна
26 квітня 2022 року під час російсько-української війни радник глави офісу президента Олексій Арестович в інтерв'ю Марку Фейгіну на питання, чи в змозі Україна «взяти й захопити Придністров'я», він заявив, що Україна може захопити Придністров'я, але тільки якщо буде відповідне звернення Молдови, додавши:
Це територія суверенної Молдови, ми не можемо дозволити собі навіть заяв подібного роду. Тільки після звернення молдовської сторони.
27 квітня 2022 року бюро реінтеграції Молдови надало відповідь на заяву Олексія Арестовича, зазначивши, що влада Молдови має намір врегулювати проблему Придністров'я лише політичним і мирним шляхом. У молдовському відомстві послалися на закон про правовий статус регіону, де чітко сказано, що врегулювати придністровський конфлікт можна політичним шляхом і лише за допомогою мирних рішень, які виключають військові та інші силові дії. А також на основі принципів демократизації та демілітаризації регіону, поваги суверенітету та збереження територіальної цілісності Молдови.

##### Призупинення Україною руху авто з Придністровськими номерами у 2021 році
1 вересня 2021 року Україна припинила допуск до участі у міжнародному дорожньому русі автомобілів із Придністровського регіону Молдови, які не мають номерних знаків узгодженого чи нейтрального зразка.

## Міжнародне визнання суверенітету Придністров'я
Лише три держави визнають суверенітет Придністров'я, які самі є переважно невизнаними державами: Абхазія, Південна Осетія та Арцах. Усі чотири держави є членами Співтовариства за демократію та права націй.

## Резолюція Генеральної Асамблеї Організації Об'єднаних Націй 72/282

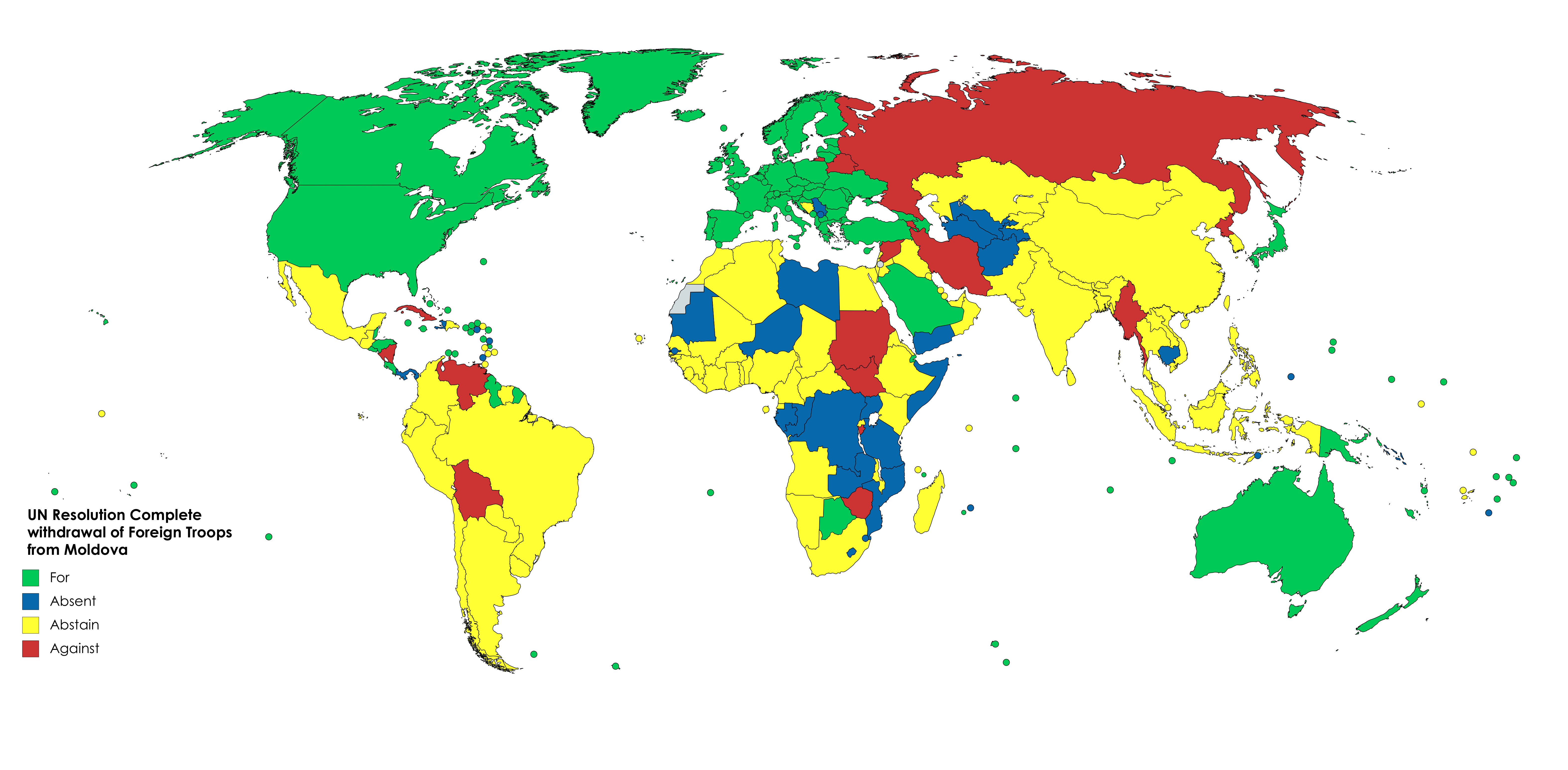
Підсумки голосування Генеральної Асамблеї ООН про виведення іноземних військових із Придністров'я.
За На користь
Проти
Утримались
Під час голосування були відсутні
Не член ООН

22 червня 2018 року Республіка Молдова подала резолюцію ООН, яка закликає до «повного та беззастережного виведення іноземних військових сил з території Республіки Молдова, включаючи Придністров'я». Рішення було ухвалене простою більшістю голосів.

### Придністровська сторона
- Історія створення та розвитку Парламенту Придністровської Молдавської Республіки (ПМР)

### Молдовська сторона
- Категорія " Придністров'я " EuroJournal.org
- Тристоронній план вирішення придністровського питання (розроблений експертною групою Молдова-Україна-Румунія)

### Міжнародні організації
- Місія ОБСЄ в Молдові: категорія вирішення конфліктів і переговорів
- Маріус Валь і Майкл Емерсон, «Молдова та придністровський конфлікт» (pdf) у «Європеїзація та вирішення конфліктів: приклади з європейської периферії», JEMIE — Журнал етнополітики та питань меншин у Європі, 1/2004, Гент, Бельгія
- Дослідження Європейського Союзу та конфлікту в Придністров'ї
- Нью-Йоркська адвокатура: діяльність Росії в Молдові порушує міжнародне право

### Румунська сторона
- Viroel Dolha. All About Transnistria (I). Група новин: Soc.culture.romanian. Usenet: 1141583344.188412.245710@t39g2000cwt.googlegroups.com.

### Українська сторона
- Запропонований Україною план врегулювання придністровського конфлікту
- С. Сидоренко. Настав час ліквідувати Придністров'я. Як для цього має і як не може діяти Україна / Європейська правда, 28 грудня 2022